# Buenas noches Bettina
Buonanotte Bettina (Buenas noches Bettina en español) es un musical italiano de Garinei y Giovannini escrito en 1956 y estrenado en 1958. Las personajes principales son Andrés y su esposa Nicoletta;

## Argumento
El padre de Andrés y la madre de Nicoletta esconden o revelan una atracción entre ellos. El editor romano Colibò encuentra un manuscrito de una novela titulada "Buenas noches Bettina", por casualidad en un taxi.
El contenido es caliente. Con tonos que oscilan entre lo atrevido y lo romántico, relata los sensuales encuentros entre Bettina y el rudo camionero Joe. El editor considera el trabajo como un descubrimiento editorial y se propone encontrar al autor. Nicoletta, una joven y discreta esposa, descubre que su novela se está convirtiendo en un succeso editorial y tiene la intención de contactar con Colibò para ser reconocida como autora.
Andrés, el esposo de Nicoletta, empleado de banco, no se ve a sí mismo como un Joe tan masculino, y le sorprende la imagen pública de su esposa como una aventurera lujuriosa. Le gustaría que ella permaneciera desconocida, usando un pseudónimo, sospechando una autobiografía de Nicoletta en la novela, consumiéndose de celos.
Produciéndose malentendidos y eventos imprevistos de todo tipo, la novela conduce a un final bastante tranquilizador.

## Adaptación para el cine
También hay una versión cinematográfica de 1967 dirigida por Eros Macchi.